# 褲子爆炸
裤子爆炸是1930年代新西兰部分农民使用政府推荐的氯酸钠作為除草剂，控制外來的农业杂草——千里光草，导致其裤子发生爆炸的事故。
事故的起因是农民喷洒氯酸钠时不慎将喷洒液沾到了衣服上。氯酸钠是一种强氧化剂，会与衣服的有机纤维（羊毛和棉花）发生氧化还原反应，因此沾染了氯酸钠的裤子容易发生自燃，导致引燃甚至起火。当裤子暴露于高温或明火时这一现象尤为严重，有目击者称曾看见挂在晾衣绳上的裤子开始冒烟。还有几起报道称，有农民穿着裤子时裤子发生爆炸，导致其严重烧伤。
新西兰梅西大学的歷史學家詹姆斯·沃森（James Watson）在其文章《理查德·巴克利先生的爆炸裤子的意义》中记录了这段历史，后来他因此获得了搞笑诺贝尔奖。

## 电视节目
基于1930年代发生在新西兰的裤子爆炸事件的背景，美国流行电视节目《流言终结者》在2006年5月播出的《爆炸裤子》一集中通过实验探究了裤子爆炸的可能性。实验者在纯棉裤子上分别涂抹了四种物质：
- 一种由火药和水混合而成的糊状物；
- 据称是1930年代使用的除草剂；
- 据称是1930年代使用的化肥（很可能是硝酸铵与一种大概率是汽油的液体燃料的混合物，因为前景中拍到了标签正对着镜头的硝酸铵瓶，且桌子上摆着像是装燃料的红色塑料容器）；
- 硝化棉。

每一组都采用四种不同的点火方法：明火、辐射加热、摩擦、撞击。虽然节目中没有表示所使用的除草剂是氯酸钠，但实验证实了涂抹除草剂的裤子确实会被除摩擦外的另三种方式引燃并剧烈燃烧。然而严格地说，燃烧与爆炸并非同一现象，燃烧只是燃料和氧化剂之间的放热化学反应，而爆炸则涉及体积的迅速膨胀与极端猛烈的能量释放。不过，从目击者的主观因素来考虑，目睹这类裤子突然起火事件的人（尤其是那些自己的裤子突然着火的人）很可能会将这种突发事件描述为爆炸。
实验还显示另外三种物质均未引起裤子燃烧，表明氯酸钠可能是导致事件发生的原因。
澳大利亚广播公司的《科学秀》（英語：The Science Show）节目曾将裤子爆炸描述为“呆子秀里才会出现的场景”。BBC的《呆子秀》节目里真的播出了包含类似内容的一集。这一集里出现了这样的情节：一位士兵的衬衫后摆被涂上了一种无色无味无臭的化学物质，当他坐下时，該物质在他体温的作用下发生了爆炸。

## 伸延閱讀
- James Watson. . Agricultural History (University of California Press). 2004, 78 (3): 346–360. doi:10.1525/ah.2004.78.3.346. (The author won an Ig Nobel Prize in 2005 for this paper)